# Satanismus

Převrácený pentakl je běžně vnímán jako symbol satanismu a černé magie

Jako satanismus se označuje kult „padlého anděla“ Satana, chápaného (na rozdíl od křesťanství) jako protiklad Boha. Protože pro křesťany je Bůh zdrojem veškerého dobra, Satan je naopak ztělesněním zla, a satanismus proto lze ve většině jeho forem chápat mj. jako negaci tradičního křesťanství, touhu vymezit se proti němu a do značné míry i znechucení většinovou společností. Pro tento negativní charakter se satanismus obvykle nezařazuje mezi křesťanské směry, i když z křesťanské teologické tradice vychází a v řadě svých směrů je ideově na křesťanství závislý. Satanismus je typickým představitelem stezky levé ruky.
Satanismus není organizačně ani myšlenkově jednotný, během historie vzniklo mnoho různých hnutí, sekt a ideologií označovaných jako satanistické. Satanismus představuje hnutí, jehož jednotlivé skupiny vznikají a zanikají bez jakýchkoliv vazeb na předcházející. Podstatou tohoto hnutí je vzpoura, která užívá symbolu křesťanského „vzdorboha“. V současné době je satanistické hnutí v anglosaském světě silně ovlivněno dílem Antona Szandora LaVeye, který vycházel z antického hédonismu a Nietzscheho nihilismu. Vedle tohoto filozofičtějšího satanismu ovšem existovaly a existují i satanistické socio-patologické skupiny a jedinci, pro něž satanismus mimo jiné znamená přinášení krvavých obětí nebo páchání jiných zločinů.

## Pojmové vymezení
Satanismus je zastřešující termín pro různé směry, které se různými způsoby ideologicky zakládají na antikřesťanském motivu Satana (hebr. „Protivník“), tj. původně jednoho z andělů Jahveho a pokušitele člověka v židovství a zlého nepřítele člověka i Boha v křesťanství. Jednotlivé základní směry satanismu jsou různými ideologickými koncepcemi termínu satanismus jako takového a liší se jeden od druhého podle toho, jestli v nich Satan figuruje jako reálná bytost, nebo jen jako personifikace určitého životního postoje či gesta odporu, v prvém zmíněném případě pak dále dle toho, jestli je v nich Satan uctíván jako božská bytost prométheovsky hrdinského charakteru, neosobní Duch přírody, nebo jako zosobnění samotného zla, co se vyznavačů zla v extrémní koncepci satanismu týče. Mezi rámcovými směry satanismu jsou určité rozpory, kvůli kterým stoupenci jednoho směru považují ostatní směry za falešné a ten svůj za autentický, a to především z důvodu obrany vlastního směru proti směšování s těmi směry, v nichž jsou aspekty, které odmítají. Z toho důvodu je fenomén satanismu definičně problematický a nezbývá, než se v definičním rámci omezit na jediný definiční rys, který všechny jednotlivé satanistické směry či koncepce satanismu spojuje – terminologicky určující antikřesťanský motiv Satana.

## Mytologičtí nepřátelé Ježíše

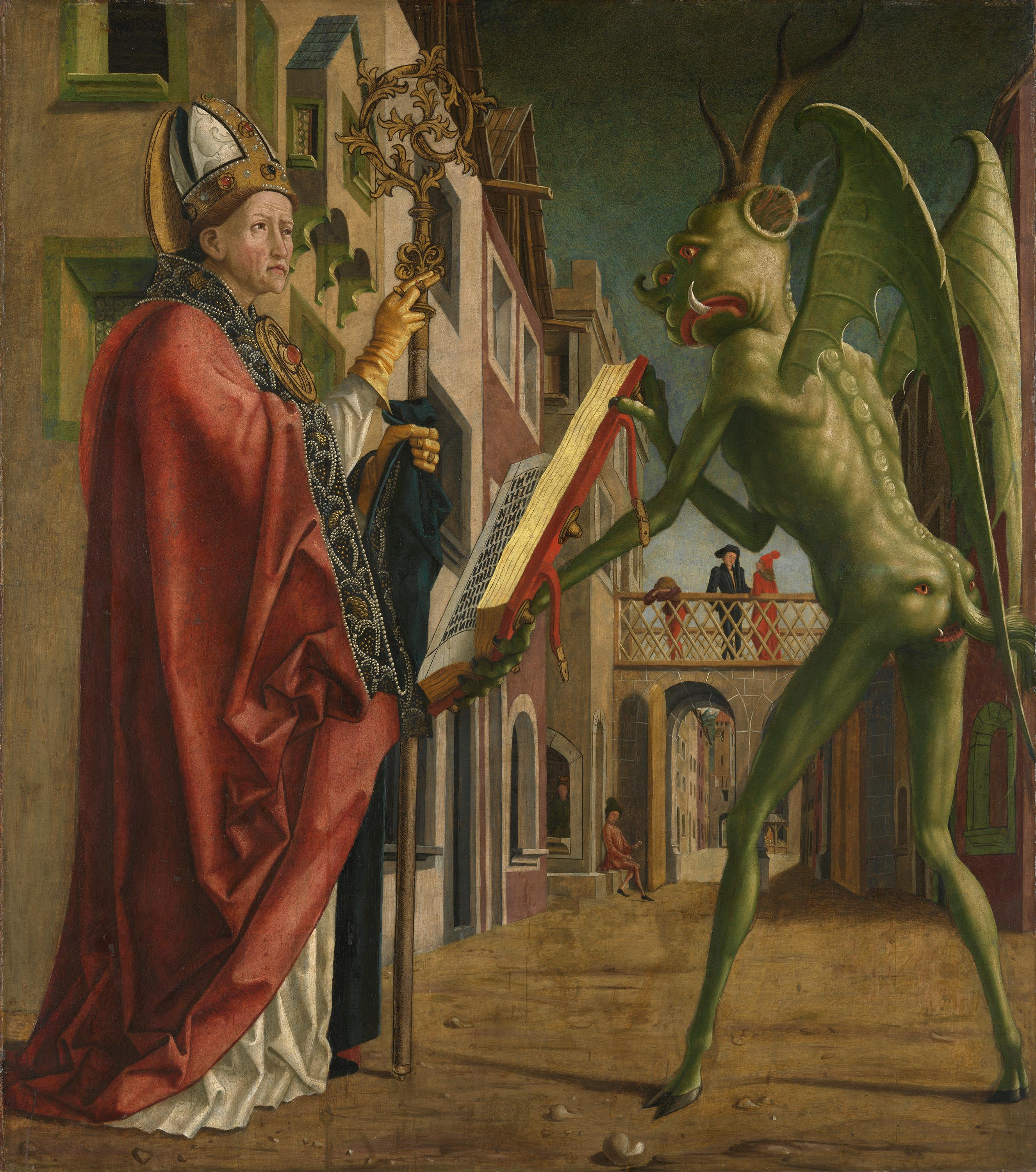
Svatý Wolfgang a ďábel, malba Michael Pacher

Satanismus své jméno odvozuje od Satana, zlého démona, jenž se vzbouřil samotnému Bohu a stal se protivníkem jeho syna Ježíše Krista. Z religionistického hlediska je důležité, že se Satan objevuje i v ostatních abrahámovských náboženstvích. Satan je často ztotožňován s Antikristem a Luciferem, což však není zcela přesné. Antikrist je obvykle popisován nikoliv jako jedna postava, ale jako kdokoliv, kdo se vzbouří proti Kristu. Etymologie pojmu Lucifer je složitější, původně se jednalo o jitřenku, později se z něj v západním křesťanství stal padlý anděl, ve východním křesťanství si však slovo zachovalo svůj pozitivní charakter.

### Satan
Satan (hebrejsky שָׂטָן Satan, aramejsky שִׂטְנָא Sitna: obě slova znamenají protivník či žalobce) je v knize Jób nazýván syn Boží (anděl). Satan hraje různé role v Starém i Novém zákoně a apokryfech, jakož i v Koránu. V apokryfech a Novém Zákoně je Satan zobrazen jako zlý vzbouřený démon, který je nepřítelem Boha a pokušitelem lidstva. Jako protivník se objevuje ve vztahu k Ježíši Kristu. Tím se ze Satana stává Antikrist a synonymum zla. Z řeckého překladu slova Satan, diabolos, pochází slovo „ďábel“. Někteří satanisté toto křesťanské pojetí Satana v zásadě přejímají, jiní Satana chápou například jako „hybný faktor v přírodě“ či jako pomůcku k ozvláštnění sexuálního života.

### Antikrist
Antikrist (z řeckého αντί + χριστος, protivník Kristův, protivník Mesiáše) je v křesťanství bytost nebo člověk, jenž je nepřítelem Ježíše Krista a jeho následovníků, a tím i samotného Boha. Často je antikrist ztotožňován se Satanem, Luciferem a jinými nadpřirozenými entitami symbolizujícími zlo, což ovšem není přesné. Nový zákon popisuje antikrista nikoli jako jednu postavu, ale jako celou škálu postav a používá tento pojem jako charakteristiku pro odpůrce Boha a Ježíše Krista jako syna Božího. Antikrist jakožto protivník Kristův hraje v křesťanství důležitou roli, byť negativního charakteru.

### Lucifer
Lucifer je jedno ze jmen obvykle používaných pro Satana či jako antonymum pro Krista, ale slovo původně znamenalo planetu Venuši, jitřenku a latinské jméno Éósfora, řecko-římského boha jitřní hvězdy. V římské mytologii se Éósforos nazýval Lucifer dávno před vznikem křesťanství a do křesťanské terminologie se toto dostalo pravděpodobně prostřednictvím překladu křesťanských textů do latiny. Slovo je latinské (lux = světlo, fero = nesu) a znamená v překladu světlonoš. Planetu Venuši tak nazývali římští astrologové než dostala v křesťanské éře své dnešní jméno. Svatý Jeroným tímto termínem překládá verš v knize Izaiáš 14,12: Jak jsi spadl z nebe, třpytivá hvězdo, jitřenky synu! Jak jsi sražen k zemi, zotročovateli pronárodù! (lat.: Quomodo cecidisti de caelo lucifer qui mane oriebaris corruisti in terram qui vulnerabas gentes). V původním významu tento verš nemá se Satanem nic společného. Avšak v křesťanské mytologii, která se rozvinula po Jeronýmovi, se Lucifer stal nejvyšším andělem, hodností a mocí hned po Bohu. Pro svou pýchu však se postavil proti němu a Bůh jej srazil z nebe i s anděly, kteří jej následovali. V Satanské bibli je Lucifer chápán jako jeden ze čtyř hlavních démonů. 

## Historické směry satanismu

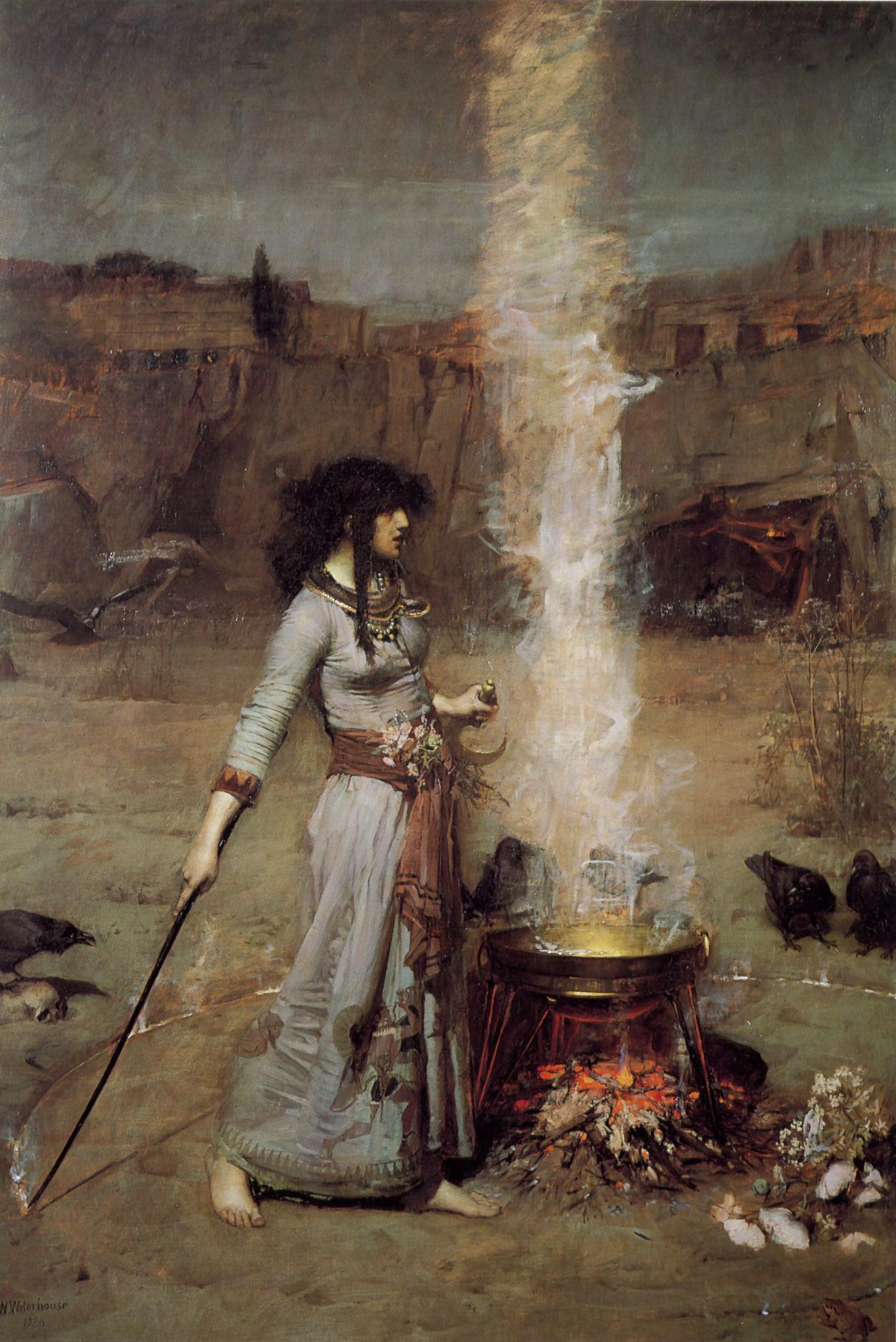
Obraz Johna Williama Waterhouse Magický kruh, na němž je vyobrazena čarodějnice

Satanismus se v průběhu věků vyvíjel. Jako první formu satanismu můžeme označovat lidové čarodějnictví, jež bylo první čistě náboženskou vzpourou proti křesťanství. Přitom z něj (stejně jako satanismus) v mnoha ohledech vycházelo, ale v některých ohledech s ním nesouhlasilo. Osvícenství přineslo určité uvolnění náboženského života a nastala nová vlna rozumové kritiky církví, náboženství i víry obecně. To se projevovala jak v literatuře, tak i v rozvoji magie. V 18. století vznikaly v Evropě (zvláště ve Velké Británii) kluby, kde se scházeli šlechtici pod účelem pořádání satanistických orgií. Nejznámějším byl Klub pekelného ohně. Motto klubu bylo Fait ce que voudras (Do Whatever You Want).

### Lidové čarodějnictví
Podle prvého vysvětlení je čarodějnictví možná jedno z prvních hnutí, jež se stavělo proti dominantní křesťanské církvi. Dle jiné verze bylo čarodějnictví rozmanitým souborem magických praktik a pověr, které vznikaly zcela samovolně a narušovaly obecné představy o náboženském životě, který byl určován prostřednictvím křesťanské církve. Částečně ilegální, utajené a nikým nekontrolovatelné čarodějnictví tak mohlo nepřímo narušovat autoritu církve a její náboženský monopol, přičemž se jen obtížně mýtilo, přestože bylo často pronásledováno i obyčejnými lidmi. Podle obecně nejrozšířenějšího mínění mělo čarodějnictví čerpat z původně lidových pověr, pohanských praktik a dualismu. Myšlenkový základ pro některé představy o čarodějnictví poskytla scholastická filosofie a teologie, v jejichž rámci se rozvíjela mimo jiné angelologie a démonologie. Kupříkladu Tomáš Akvinský tak ve stěžejním díle Summa theologiae dosvědčuje existenci čarodějnictví ve 13. století a konkrétně o údajné praxi tělesného kontaktu s démony. Čarodějnictví bylo církví stíháno. Trest nad usvědčenými ovšem vynášela světská moc, nikoliv církev. Procesy ve většině případů nekončily smrtí odsouzeného. Proces papežské inkvizice byl velmi přísně dozorován a v několika stádiích měl obžalovaný možnost zříci se bludů a praktik, z nichž byl obviňován, a od soudu odešel bez trestu. Přičemž trest smrti byl udělován pouze v naprosto výjimečných případech, kdy učení obviněného ohrožovalo tehdejší společnost (mnoho sekt bylo ve středověku velmi militantních). Ukázkou mohou být Čarodějnické procesy. Neexistuje však důkaz, zda by mohlo být lidové čarodějnictví nějakým způsobem provázáno s uctíváním satana a zda mohl být satanismus jeho součástí. Dle obecně rozšířeného křesťanského názoru (předsudku, domněnky) již jen samotný magický akt s ďáblem souvisí (byť v něm ďábel třeba ani vůbec nefiguruje), je to tak proto, že magický úkon je praktikován bez pomoci Boha a jeho přítomnosti, tudíž musí dle tohoto názoru s ďáblem nevyhnutelně souviset. Právě kvůli takovémuto mínění je složité poznat, kde ďábel figuruje doopravdy a kdy jen domněle prostřednictvím předsudků či domněnek věřících, vytvořil se tak o čarodějnictví zažitý stereotyp, který přežil až dodnes.

### Klub pekelného ohně
Roku 1749 založilo v Anglii několik vysoce postavených osob Klub pekelného ohně (v původním názvu Hellfire Club), jeho vedoucím byl sir Francis Dashwood. Členové klubu sloužili černé mše na tělech nahých dívek a scházeli se k satanistickým orgiím v rozvalinách cisterciáckého opatství. Hlavní náplní bylo nezvyklé sexuální dobrodružství v tehdejší puritánské společnosti, náboženská funkce sdružení buďto nebyla vůbec nebo byla zcela minimální.

### Rodina Charlese Mansona
Sekta, která sama označovala jako „Rodina“, je některými lidmi označovaná jako satanistická, což však vychází z naivního předpokladu, že jakýkoli kult, který páchá zlo, je třeba označit za satanistický. „Rodina“ byla vedena Charlesem Mansonem a fungovala v letech 1967–1969 v USA. K životnímu stylu „Rodiny“ patřilo žebrání, používání LSD i nevázaný sex. Postupem času se sekta stávala stále více radikálnější a radikálnější. Členem skupiny byl například i Tex Watson, bývalá fotbalová hvězda.
Počátkem roku 1969 začal vůdce skupiny Charles Manson sepisovat „seznam prasat“, tedy lidí určených k likvidaci. První vražda se uskutečnila 25. července 1969, kdy hudebníkovi Gery Hinmanovi v jeho bytě Charles Manson nejprve usekl ucho a až po několika hodinách utrpení dal příkaz k jeho zabití. Neodešli, ale vychutnali si jeho smrt. Svoji nejslavnější vraždu spáchali o přibližně dva týdny později 8. srpna 1969, kdy vtrhli do vily manželů režiséra Romana Polanského a herečky Sharon Tateové. Slavný režisér byl v tu dobu v Anglii, doma byla jenom jeho manželka v osmém měsíci těhotenství se svými třemi přáteli. Skupina všechny povraždila a na stěnu pokoje jejich krví napsala „Smrt prasatům“.
Skupina vykonala ještě jednu dvojnásobnou vraždu a 1. prosince 1969 byli všichni účastníci vražd zadrženi a odsouzeni k trestu smrti, avšak v průběhu procesu byl zastaven výkon trestu smrti, proto vykonávají pouze doživotí. Během procesu zůstala skupina a zvláště Charles Manson věrni svému stylu a například Manson začal vyznávat fašistickou a rasistickou ideologii. Také u soudu prohlásil: „Jestliže je třeba násilí a strachu, aby se té dolarové společnosti otevřely oči, zosobnění tohoto strachu může být jméno Charles Manson“. Je ovšem otázkou, zda pokládat psychopata, který sám sebe nikdy za satanistu neoznačil, označoval sám sebe za Boha, Ježíše i Satana, a jehož vůdčí ideologií byla snaha vyvolat rasovou válku, za satanistu či předchůdce satanismu v jakémkoli smyslu toho slova.

## Současné směry satanismu
V současné době působí mnoho rozličných náboženských skupin, jež se hlásí k satanismu. Nejpočetnější skupinu tvoří přívrženci LaVeyovy Církve satanovy, jež vznikla roku 1966. Později v roce 1969 Anton Szandor LaVey napsal Satanskou bibli. Tento směr založený na individuálním, všestranném rozvoji sebe sama a sociálním darwinismu, nepovažuje za nejvyšší cíl pouze konzumní sebeuspokojení, ale i harmonický rozvoj osobnosti a kladení sama sebe do středu veškerého dění, tento souhrn myšlenek je někdy nazýván egoteismus. Další rozsáhlou větví je teistický satanismus, který chápe Satana jako reálnou božskou bytost a uctívá ji. Dále existují náboženské řády, spojené se satanismem, které se zaměřují na rituály a magii, mezi ně patří kupříkladu Ordo Templi Orientis. V ČR působí od roku 2005 První Česko-Slovenský Chrám Církve Satanovy, řízený Radou 13, mezi jejíž členy patří zkušení adepti magie a znalci Temného mysticismu.

### LaVeyův Satanismus

Symbol Bafometa, jež vytvořil Stanislas de Guaita, je oficiálním znakem Církve Satanovy (Church of Satan)

Satanská bible napsaná roku 1969 Antonem Szandor LaVeyem se inspirovala nihilismem, sociálním darwinismem a Friedrichem Nietzschem. Její zastánci za smysl své existence nepovažují pouze konzumní sebeuspokojení, ale i harmonický rozvoj osobnosti. Tento životní postoj někdy nazývají egoteismem. Mnozí LaVeyovi přívrženci ve skutečnosti nevěří v reálnou existenci Satana ani žádné jiné vyšší bytosti. Satana používají jako metaforu, jíž se vysmívají všem náboženstvím (speciálně křesťanství). Tento směr rozhodně zavrhuje rituální obětování lidí a zvířat. Církev Satanova (Church of Satan), založená přímo Antonem Szandorem LaVeyem, má i v Čechách své sympatizanty. Mezi ty nejvýznamnější patří První Česko-Slovenský chrám církve Satanovy, jehož založení v roce 2005 inicioval mistr Pavel Brndiar Tau-Paulus (dříve f. Archechempe). Představitelé tohoto Chrámu považují LaVeyovu Satanskou filozofii za jeden z pilířů své organizace, nicméně ji svým osobitým způsobem neustále rozvíjejí a zdokonalují. Mezi další pilíře patří především dokonale propracovaný magický systém, který v současné době překonal základní LaVeyovy rituály. Dalším je tzv. Temný mysticismus. LaVeyovo učení však ovlivnilo i většinu ostatních současných satanistických organizací.
LaVeyovský satanismus přímo k trestné činnosti nevybízí, byl však již zapleten do skandálů. Například Martin Lamers z holandské sluje, který vlastnil v Amsterodamu několik nevěstinců, počátkem sedmdesátých let žádal státní úřady o osvobození od daní na základě toho, že striptérky svých podniků označil za klášterní sestry a jejich masturbaci za realizaci symbolického spojení se Satanem.

### Teistický satanismus
Jedním z hlavních rozdílů mezi různými satanistickými směry je to, jak postavu Satana chápou. V takzvaném teistickém satanismu (neboli tradičním satanismu) je uctíván a oslavován takto křesťansky chápaný Satan, žalobce Boha. Rituály tohoto typu satanismu obvykle parodují křesťanské obřady. Do této větve satanismu se řadí kupříkladu:
- lidové čarodějnictví ve středověku.
- Ordo Templi Orientis Aleistera Crowleyho
- Církev Posledního soudu, proslulá pochody s vycvičenými bílými vlčáky po ulicích San Francisca a Los Angeles

### Ordo Templi Orientis
Ordo Templi Orientis byl nábožensko-magický klášter založený roku 1885 Carlem Kellnerem a Theodorem Reussem, jenž měl být původně založený na svobodném zednářství. Mezi jeho slavné velmistry patřil Aleister Crowley (jenž nemálo změnil filozofii a směřování řádu). Nejdůležitější knihou pro členy řádu je Liber AL vel Legis (The Book of the Law) od jejich velmistra Aleistera Crowleyho. Členové řádu se praktikováním jak běžných tak i méně běžných sexuálních praktik, užíváním drog a magií dostávali blíže k Satanovi. V řádu existuje církevní hierarchie a v poněkud pozměněné podobě funguje dodnes, v současné době má okolo 3000 členů v 58 zemích (polovina z nich žije v USA). Řád se také věnuje tantrickým naukám a thelémské magii.O.T.O bývá považováno některými křesťanskými církvemi za satanistické, avšak ve skutečnosti nezahrnuje uctívání Satana a ani žádné bližší spojení se satanismem. Důvodem proč často bývají filozofie vycházející z filozofie Thelemy považovány za satanistické a nebo černomagické je nesprávné pochopení její filozofie a nepřátelské postoje, jež Aleister Crowley zaujímal vůči křesťanství.

### Séthův chrám Michaela Aquina
Séthův chrám je satanistický kult utvořený roku 1975 Michaelem Aquinem a některými bývalými členy Church of Satan. Za hlavní pilíř chrámového učení bylo kromě odmítání krvavých obětí prohlášeno přijetí Sétha neboli Satana jako doslovné osoby. Aquino prohlašoval, že anděl Aiwass, který se zjevil Crowleyovi v roce 1904 v Káhiře, byl ve skutečnosti bůh smrti Séth. Ten prý obdaroval člověka inteligencí a umožnil mu stát se bytostí podobnou Bohu. Aby toho dosáhl, musí se ovšem člověk nejdříve zbavit „spánku“, který je jeho normálním funkčním stavem, a dosáhnout „sebeuvědomění“ pomocí procesu zvaného xepering. Ten pozůstává z četby, přijímání vědomostí a provádění rituálů.

## Symboly satanismu

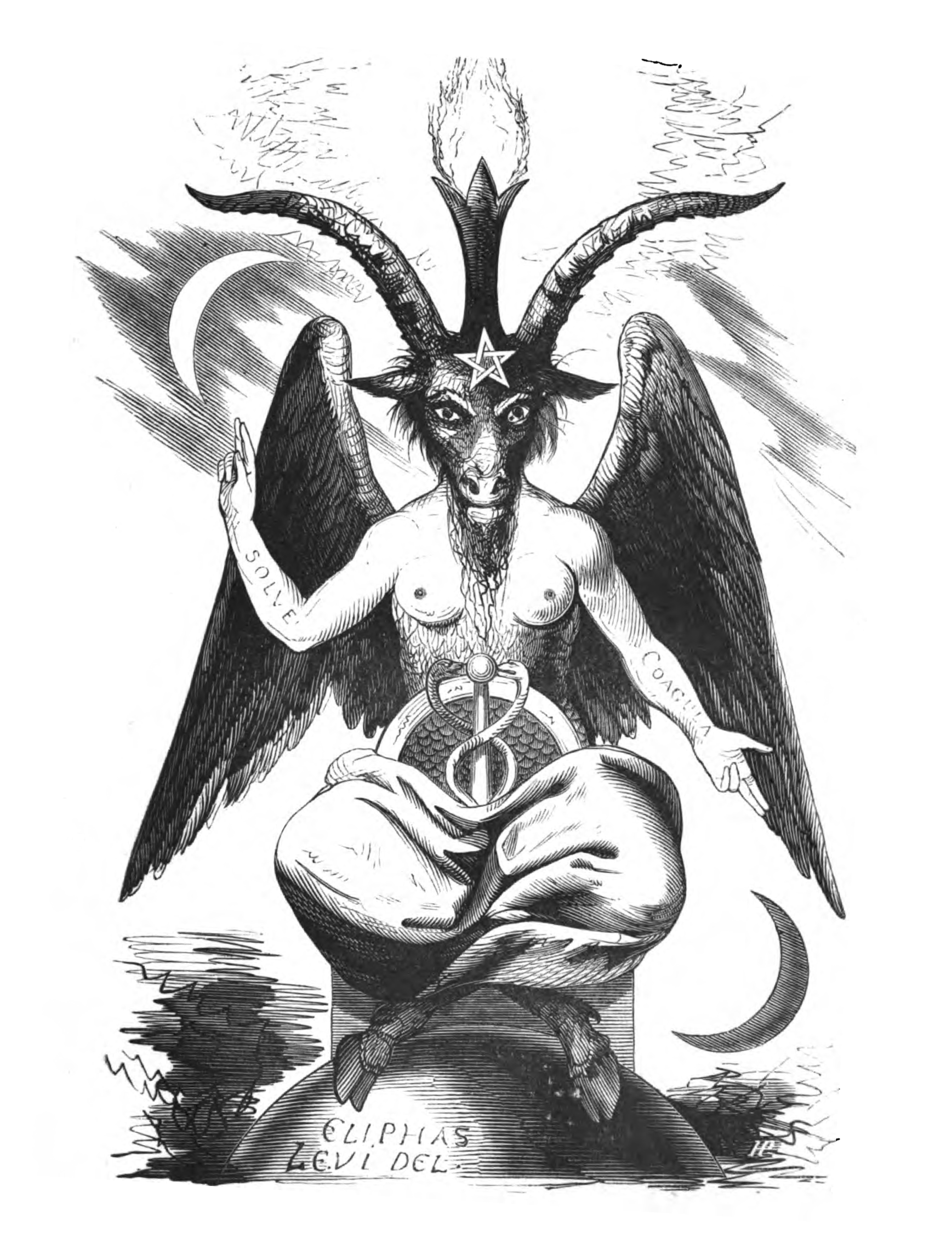
Bafomet Eliphase Léviho – jeden ze symbolů satanismu

Příznivci satanismu používají různé symboly, sloužící k mnoha rozličnými účelům,především k vyjádření určitých archeotypů a negaci křesťanství. Symboly vycházejí z křesťanské a pohanské symboliky. Část z nich převzala metalová komunita a nosí ji příznivci metalu či příslušníci gotického hnutí. Některé symboly se využívají k rituálním účelům a část z nich slouží jen jako metafora vzdoru. Nejčastějšími jsou bafomet (obrácený pentagram s hlavou kozla),samotný pentagram, číslo 666 a Petrův kříž (obrácený kříž).

### Bafomet
Mezi symboly, často spojované s satanismem patří Bafomet (kozel se symbolem pentagramu na čele), případně. tzv. bafometova pečeť – obrácený pentagram s bafometovou hlavou a symboly satanismu. Toto slovo vzniklo pravděpodobně zkomolením jména islámského proroka Mohameda. Také to mohla být dvě řecká slova spojená dohromady, a pak by to znamenalo „rozplynutí se v moudrosti“. Údajně jej uctívali templáři a to posloužilo jako záminka pro jejich brutální vyvraždění. V 19. století začali pentagram využívat okultisté jako Aleister Crowley nebo Eliphas Lévi a později se stal součástí satanistické symboliky a po nástupu black metalu i součástí metalové módy. Vyobrazení kozla je dáváno do souvislosti s kozlem, který byl ve starém Izraeli symbolicky vyháněn ke zlému pouštnímu duchu Azázelovi.V roce 1969 si znak přisvojila Církev Satanova, jejímž zakladatelem byl Anton Szandor LaVey.

### Číslo šelmy
Číslo 666 se poprvé objevuje ve Zjevení Janově,kde označuje Antikrista:
„A nutí všechny, malé i veliké, bohaté i chudé, svobodné i otroky, aby měli na pravé ruce nebo na čele cejch, aby nemohl kupovat ani prodávat, kdo není označen jménem té šelmy nebo číslicí jejího jména. To je třeba pochopit: kdo má rozum, ať sečte číslice té šelmy. To číslo označuje člověka, a je to číslo šest set šedesát šest.“
Tato část bible dala příležitost k vzniku nespočtu konspiračních teoriích spojených s tímto číslem, číslem 666 označoval například Martin Luther tehdejšího papeže.

### Obrácený kříž
Jako satanistický symbol je také používán obrácený kříž, který je zcela totožný s katolickým křížem sv. Petra (což je zároveň jeden z nejstarších křesťanských symbolů, symbolizující mj. papežský úřad), ten vznikl aby připomínal Petrovu pokoru, kdy se nechal ukřižovat hlavou dolů, jelikož byl přesvědčen, že není hoden zemřít stejným způsobem jako Kristus. Symbol používaný satanisty vypadá stejně jako Petrův kříž ale nejedná se o žádnou narážku či návaznost na něj, v případě satanismu, kříž symbolizuje čtyři živly, čtyři světové strany, odmítnutí všech křesťanských hodnot (nikoli převrácení celého křesťanství).

### Obrácený pentagram

Obrácený pentakl s mendéským kozlem (Bafometem)

Obrácený pentagram (pěticípá hvězda) či pentakl (pěticípá hvězda-pentagram v kruhu) – v obou případech se jedná o symbol černé magie nebo satana samotného. Do převráceného pentaklu je někdy také vkreslena hlava mendéského kozla – ta se často nazývá Bafomet. Okolo něj bývají nápisy: Samael a Lilith. Samael je pekelný kníže stojící nejblíž samému satanovi. Podle rabínské tradice je Samael totožný s „andělem smrti“ a měl být také skutečným otcem Kaina. Jako biblický had geneze je občas ztotožňován s Leviatanem. Samael je také esoterní jméno Satanovo. Lilith (též Lilita) je pekelná manželka Samaela, noční démon, nazývaný také „pekelná děvka“. V černé magii často ztělesňuje symbol temné stránky ženské sexuality.

### Ostatní používané symboly

Luciferova pečeť z grimoáru Grimorium Verum
„Leviatanův kříž“, tj. alchymistická značka „černé síry“ (zbytku po sublimaci síry)

## Satanismus v kultuře

### Hudba

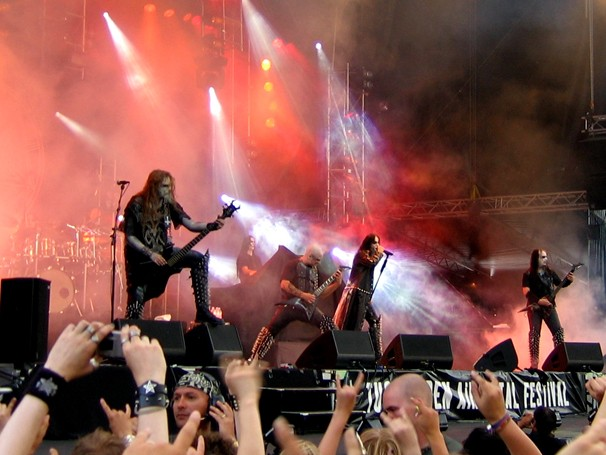
Black metalová skupina Dimmu Borgir inspirovaná satanistickou filozofií

Nejvíce ovlivňuje satanismus metalovou hudbu, obzvláště její „tvrdší“ a „temnější“ odnože, jako je black metal. Ke kapelám, které se prezentují či prezentovaly jako satanistické, patří např. Venom (první známá kapela která psala otevřeně satanistické texty [zdroj?]), Slayer (pouze raná tvorba), Mayhem, Possessed, King Diamond, Behemoth, Darkthrone, Dark Funeral, Gorgoroth, Morbid Angel, Deicide, Cradle of Filth nebo Root. Satanistická témata se objevují i v textech hardrockových skupin, jako jsou Black Sabbath (kteří byli za použití tritónoveho intervalu v skladbě black sabbath a textu ke skladbě N.I.B. obviňování britskými médii na začátku 70. let ze satanismu, Iron Maiden (The Number of the Beast ze stejnojmenného alba) nebo Guns N' Roses. Z křesťanských kruhů a od hudebních laiků přicházejí kvůli satanistickým textům a symbolům útoky na heavy metal jako na „kolébku zla“. Podle některých se však jedná jen o neškodnou uměleckou masku, resp. marketingovou strategii či snahu o zviditelnění se. Stejná obvinění byla v 60. letech vynášena nad obyčejným rock'n'rollem nebo rockem.

### Literatura

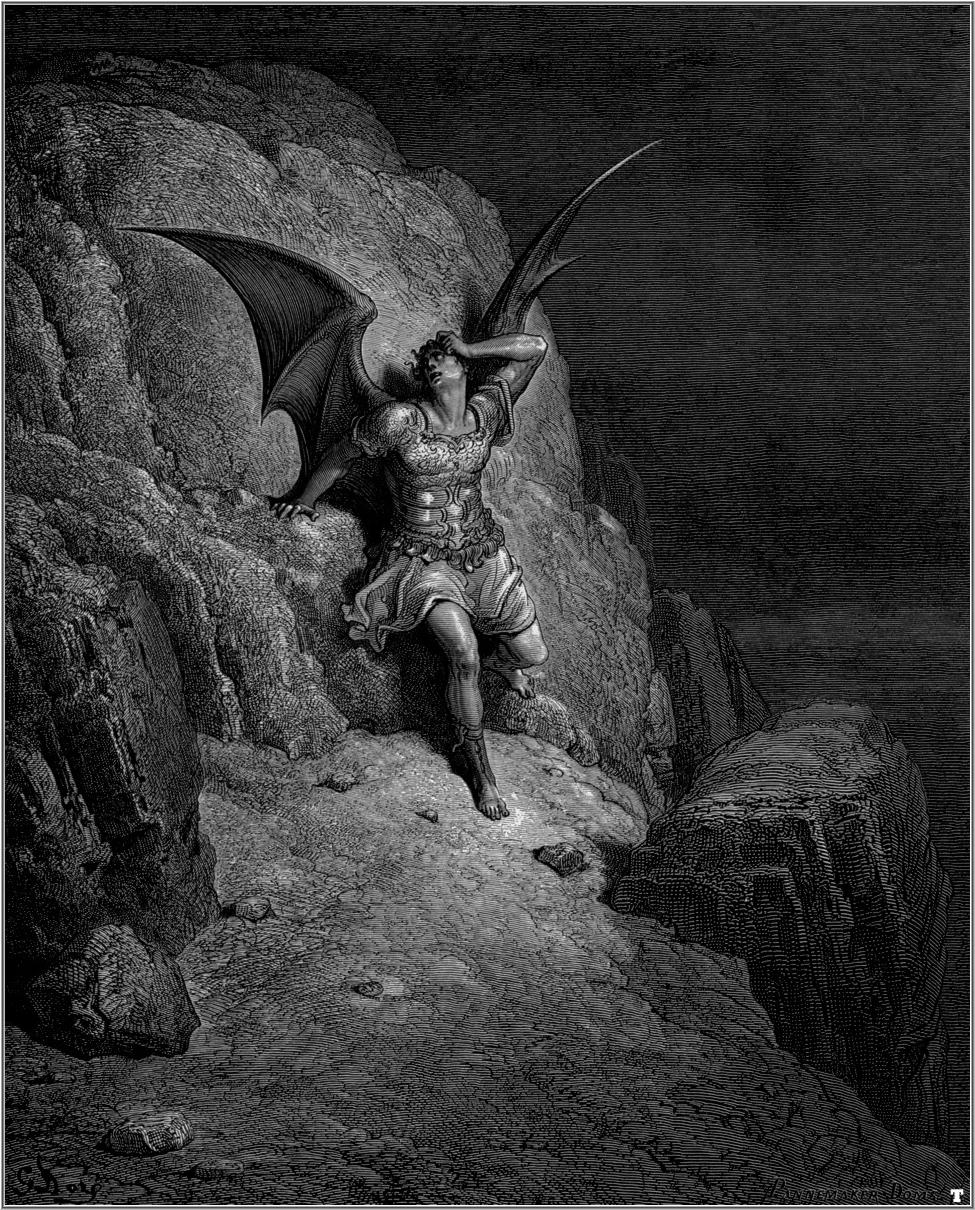
Gustave Doré: Umělecké znázornění Satana, ilustrace k Ztracenému ráji, kde je Satan hlavní postavou

### Film
Postava Satana se také často objevuje v hororech, příležitostně i v jiných filmech, například The Omen, Mask of Satan nebo starší Listy ze Satanovy knihy. Existuje dokonce filmový žánr, zvaný satanský horor, specializovaný právě na Ďábla a jeho činy. Ve filmu Constantine ztvárnil roli Satana Peter Stormare. Satan je zde relativně kladnou postavou – zabrání skutečnému nebezpečí, kterým je vypuštění jeho syna na svět (učiní tak ale z taktických důvodů – více zla na světě by znamenalo méně duší do pekla).
Využití Satana jako ztělesnění zla skýtá mnoho dějových příležitostí. V seriálu South Park se kupříkladu dosahuje politicky satirického účinku tím, že Satan v něm je týraným milencem (evidentně horšího) Saddáma Husajna. Režisér Timothy A. Chey zase v roce 2011 natočil filmovou komedii Suing the Devil, v níž je personifikovaný Satan postaven před soud. Jiní používají zápasy hrdinů se Satanem, aby zviditelnili lidské slabosti a nedostatky při snaze vést dobrý život – například Smlouva s ďáblem (2000 jako remake filmu z roku 1967).
V roce 2019 byl v USA natočen dokumentární film o satanistické náboženské organizace Satanský chrám s názvem Hail Satan?.

## Satanismus v České republice
První organizovaný pokus vytvořit v Československu satanskou skupinu má své počátky v Brně a spadá do počátku devadesátých let a jeho iniciátorem byl frontman brněnské blackmetalové skupiny Root Jiří „Big Boss“ Valter. Tato organizace však v průběhu 30 let nezískala status registrované náboženské organizace. Jiří Valter se později stáhl do ústraní a vedení organizace převzala takzvaná Rada třinácti. Její členové nejsou veřejně známí ani uvedeni na oficiálním webu. Vedoucím představitelem je Pavel Brndiar. Tato neregistrovaná organizace odsuzuje jakékoliv oběti – zvířecí i lidské.
Od roku 2018 zde také působí liberální panteistická satanistická organizace Satanova komunita, která vychází volně z LaVeyovy satanské filozofie a která je striktně neteistická, protože odmítá uctívání Satana jako reálné bytosti.